# Abelharuco-verde-africano
O abelharuco-verde-africano (Merops viridissimus) é uma espécie de ave da família Meropidae.
Ocorre em regiões áridas de África desde o Senegal até à Etiópia; ao longo das últimas décadas, expandiu a sua área de ocorrência para norte até ao Egipto.

## Subespécies
São reconhecidas três subespécies:
- M. v. viridissimus: desde o Senegal até à Etiópia
- M. v. flavoviridis: Chade e Sudão oriental
- M. v. cleopatra: Sudão setentrional e vale do Nilo, no Egipto